# (5669) 1985 CC2
(5669) 1985 CC2 es un asteroide perteneciente al cinturón de asteroides descubierto el 12 de febrero de 1985 por Henri Debehogne desde el Observatorio de La Silla, Chile.

## Designación y nombre
Designado provisionalmente como 1985 CC2.

## Características orbitales
1985 CC2 está situado a una distancia media del Sol de 2,271 ua, pudiendo alejarse hasta 2,348 ua y acercarse hasta 2,194 ua. Su excentricidad es 0,033 y la inclinación orbital 3,750 grados. Emplea 1250,39 días en completar una órbita alrededor del Sol.

## Características físicas
La magnitud absoluta de 1985 CC2 es 13,6. Tiene 6,059 km de diámetro y su albedo se estima en 0,192. 